# 브링 잇 온 (영화 시리즈)
《브링 잇 온》(Bring It On)은 치어리더를 소재로 한 미국의 십대 코미디 영화 시리즈이다. 2000년에 개봉된 영화 《브링 잇 온》을 시작으로 하여 총 7편이 제작되었다. 이 가운데 5편은 비디오 영화로 제작되었고 6편은 할로윈을 맞아 텔레비전 영화로 제작되었다. 2011년에는 미국에서 《브링 잇 온》을 바탕으로 하여 제작한 뮤지컬이 상영되었다.

## 영화 목록
- 《브링 잇 온》 (Bring It On, 2000년)
- 《브링 잇 온 2》 (Bring It On Again, 2004년)
- 《브링 잇 온 3》 (Bring It On: All or Nothing, 2006년)
- 《브링 잇 온 4: 에버》 (Bring It On: In It to Win It, 2007년)
- 《브링 잇 온 5: 파이팅은 끝까지》 (Bring It On: Fight to the Finish, 2009년)
- 《브링 잇 온: 월드와이드 치어스맥》 (Bring It On: Worldwide Cheersmack, 2017년)
- 《브링 잇 온: 응원하거나 죽거나》 (Bring It On: Cheer or Die, 2022년)

## 뮤지컬
《브링 잇 온: 더 뮤지컬》(Bring It On: The Musical)은 영화 《브링 잇 온》을 바탕으로 하여 제작한 뮤지컬이다. 2011년 1월 15일부터 2월 20일까지 미국 조지아주 애틀랜타에서 처음으로 공연이 진행되었고 2011년 11월부터 2012년 6월까지 미국 로스앤젤레스·시카고·샌프란시스코·덴버·휴스턴, 캐나다 토론토를 오가는 투어 공연이 진행되었다.
2012년 7월 12일부터 10월 7일까지 뉴욕 브로드웨이 연극에서 공연이 진행되었고 2014년 1월 16일부터 1월 18일까지 코네티컷주 뉴헤이븐에서 배우 조합에 소속되지 않은 배우들이 공연하는 논에쿼티 투어(Non-Equity Tour)가 진행되었다. 2014년 1월 21일에는 조지아주 메이컨에서 논에쿼티 투어가 진행되었고 2014년 7월에는 일본 도쿄에서 논에쿼티 투어가 진행되었다. 2018년 8월 2일부터 9월 1일까지 영국 런던에서 공연을 펼쳤다.